# 金芒蝠
金芒蝠（学名：Harpiola isodon）也称金芒管鼻蝠，一种分布于台湾岛及越南等地区的蝙蝠，隶属于蝙蝠科金芒蝠属。模式产地为台湾花莲县卓溪乡玉里野生动物保护区。

## 形态特征
金芒蝠前臂长31～35.6毫米，颅全长14.76～16.48毫米。背毛长而蓬松，毛基深棕色，近毛尖部分浅黄色，毛尖深棕色，整个背部呈金色和棕色混合状；腹毛较短，毛基深棕色，毛尖浅棕色。